# Mystery (Phantasialand)

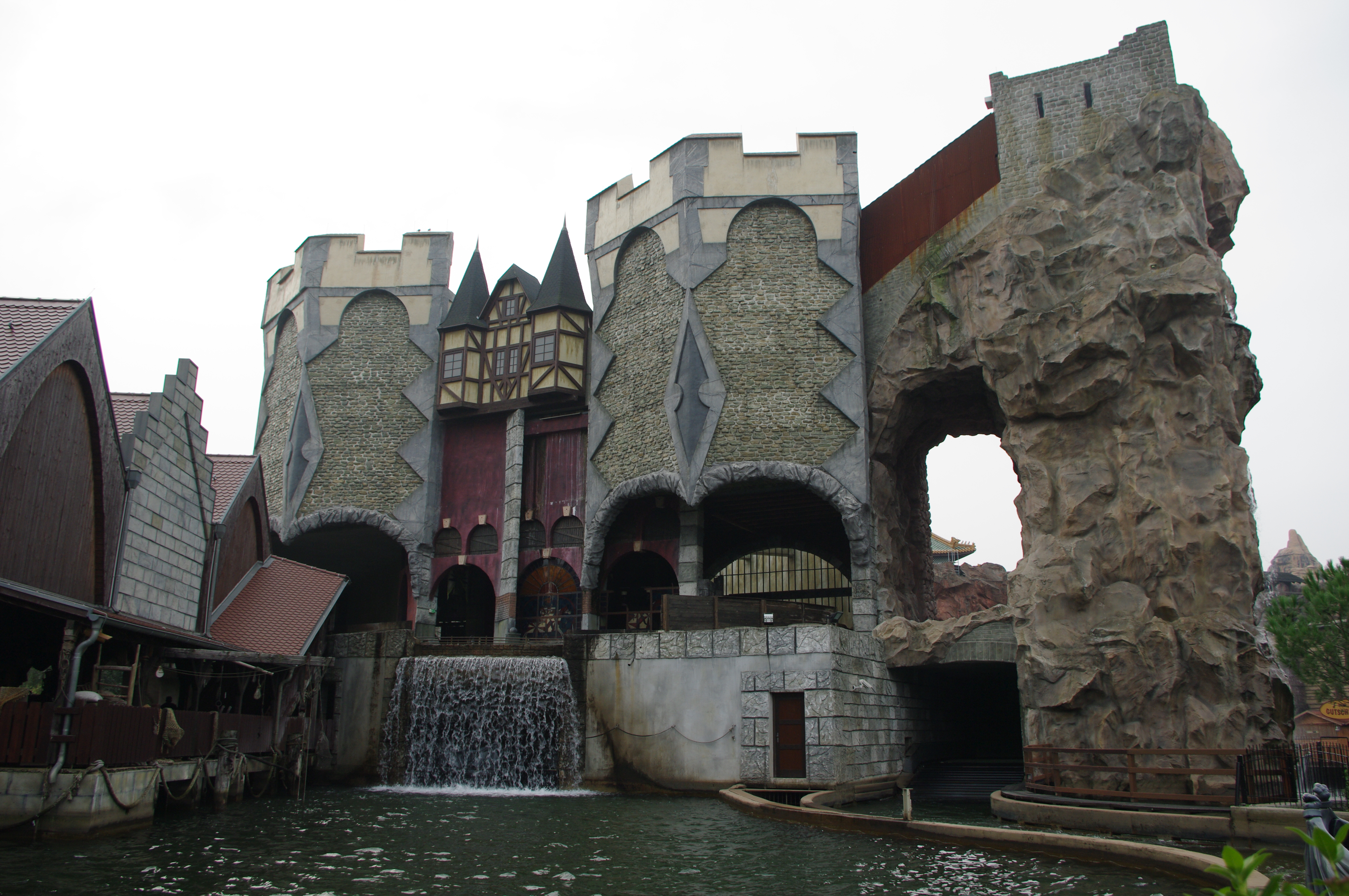
Overzicht van River Quest

Mystery is een themagedeelte in het Duitse attractiepark Phantasialand.
Het themagebied is ingericht in een griezel-achtige sfeer. Zo staan er verschillende burchten en kastelen. Hierin bevinden zich donkere kelders en kerkers en twee attracties die ingericht zijn naar dit thema: Mystery Castle en River Quest. Het verhaal achter Mystery Castle gaat over een familie die in het kasteel woont waar een vloek heerst. In de wachtrij van de attractie bevindt zich een zogenaamde walkthrough met daarin acteurs die zich in een griezlig kostuum hebben gehesen. De attractie River Quest is een rapid river die deels door donkere tunnels vaart en van hoge glijbanen glijdt om en door het kasteel heen. In het themagebied woont sinds 2010 de nieuwe mascotte genaamd Schneck. In 2017 werd dit gebied uitgebreid met het middeleeuws dorpje Klugheim. Hierin staan twee achtbanen: familieachtbaan Raik en de achtbaan Taron.
In het oosten van Mystery bevindt zich een van de drie parkeerplaatsen met daaraan een zijingang. Deze parkeerplaats in alleen geschikt voor auto's en motoren